# C/2023 P1 (Nishimura)
C/2023 P1 (Nishimura) – kometa długookresowa którą odkryto 11 sierpnia 2023 roku.

## Odkrycie
Kometa została odkryta 11 sierpnia 2023 roku przez japońskiego astronoma-amatora, Hideo Nishimurę. Kometa została nazwana na cześć swojego odkrywcy.

## Obserwacje
W momencie odkrycia kometa znajdowała się w gwiazdozbiorze Bliźniąt i miała jasność wynoszącą około 10,4m. Przewiduje się, że kometa będzie zwiększać swoją jasność podczas zbliżania się do peryhelium i może osiągnąć maksymalną jasność 2m. Dzięki temu może być widoczna gołym okiem, jednak ze względu na bardzo bliski przelot obok słońca, istnieje prawdopodobieństwo, że kometa rozpadnie się. Najbliżej Ziemi znajdzie się 12 września w odległości 125 milionów kilometrów (0,838 au).